# Stockton (Utah)
Stockton – miasto w Stanach Zjednoczonych, w stanie Utah, w hrabstwie Tooele.